# スパニッシュライス
スパニッシュライス（英語: Spanish Rice）あるいはメキシカンライス（Mexican Rice）は、 メキシコの代表的な米料理である。白米、トマト、ニンニク、タマネギなどを材料に、 フライパンでご飯を炒め 、黄金色になるまで焼き上げる。 次に、水またはブイヨンを、刻んだトマト或いはトマトソースと共に加える。 

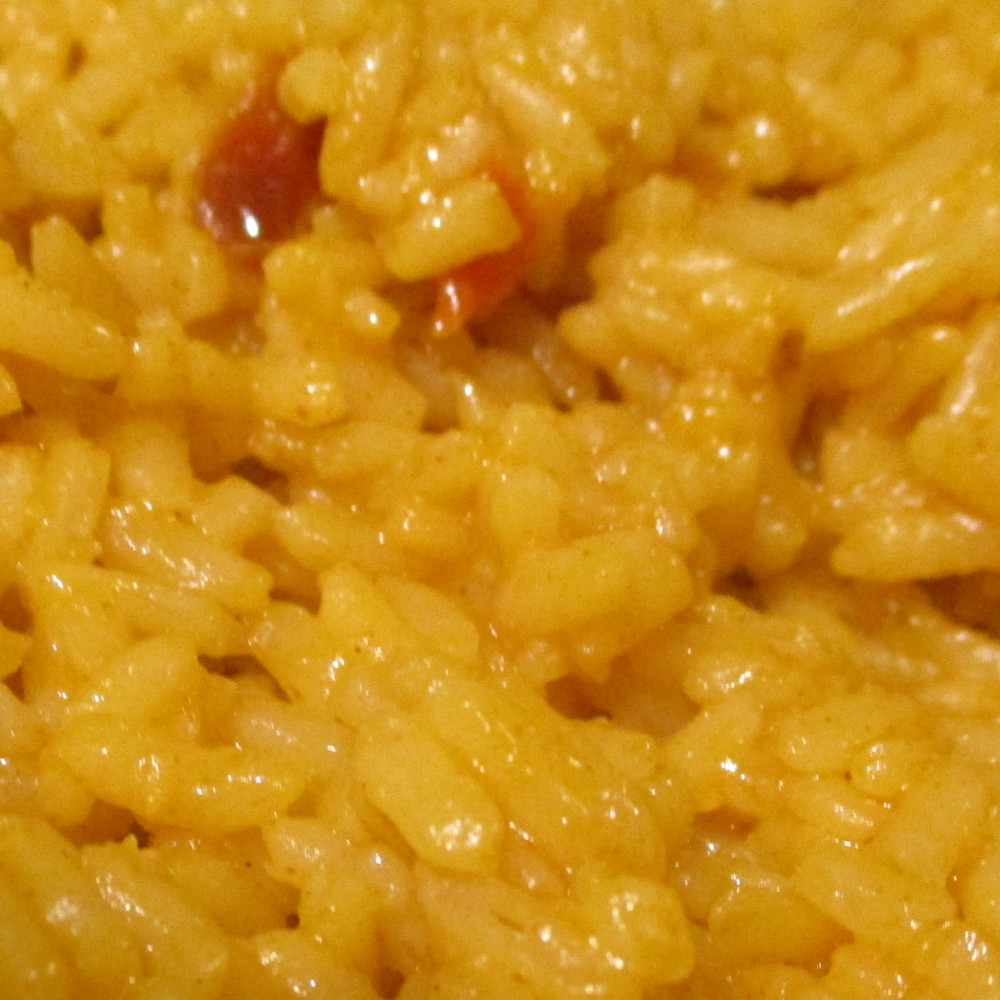
赤パプリカの入ったスパニッシュライス

「スパニッシュライス」という名前にもかかわらず、スペインで一般的でない。スペインにおける米料理はサフランを加えるため黄色をしていることが多いが、メキシコにおけるスパニッシュライスはサフランを加えず、代わりにトマトソースやトマトペーストを入れるため赤く、メキシコではしばしば「赤い米」を意味するアロズロホ（スペイン語: arroz rojo）と呼称される。
イランにおけるペルシャ料理には、類似した料理としてイスタンボレアペロエ（ペルシア語: استانبولیپلو）と呼ばれる一品があり、由来はガージャール朝期にまで遡る。欧米ではペルシャトマトライスとして知られている。 

## 語源
「スパニッシュライス」という名前にもかかわらず、当のスペインでは殆ど認知されていない。 またメキシコ人やメキシコ料理の通の間でも、この料理は普通単に arroz（"米"）または arroz rojo（「赤米」）と呼ばれ、スパニッシュライスとは呼ばれない。 
英語圏では、スペインの伝統的米料理であるパエリアがサフランも用いてあり黄色いことから、イエローライス又はスパニッシュイエローライスとも呼ばれ、特にアメリカ南部では頻繁に食される。